# Agence tunisienne de coopération technique
L’Agence tunisienne de coopération technique (arabe : الوكالة التونسية للتعاون الفني) ou ATCT est une institution publique tunisienne créée en 1972 par la loi n°72-35 du 27 avril 1972 pour exécuter la politique de l’État en matière de coopération technique. Le décret n°98-2239 du 28 octobre 1998 en fixe l'organisation administrative et financière ainsi que les modalités de fonctionnement.

## Présentation

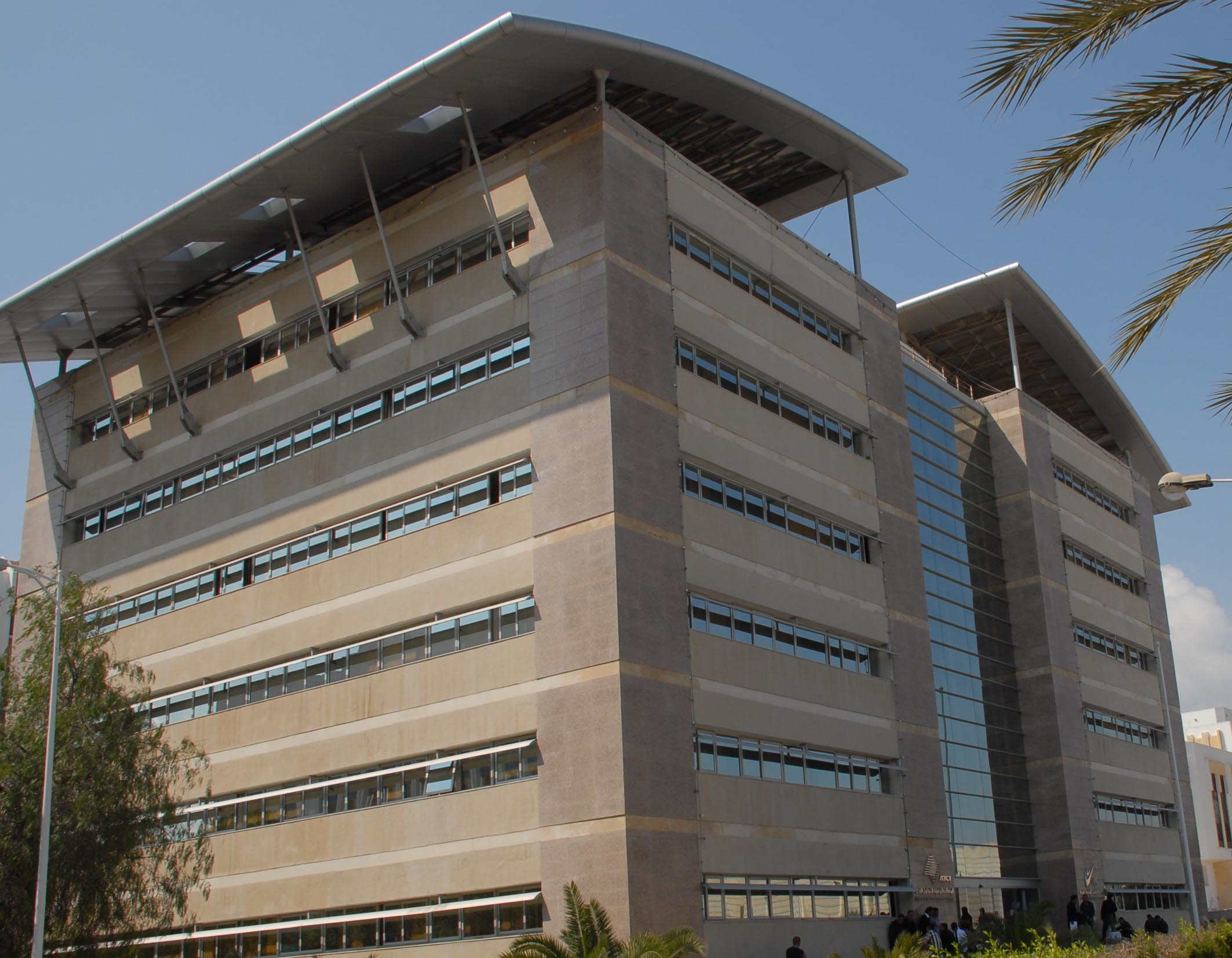
Siège de l'ATCT (gauche) et de la Foreign Investment Promotion Agency (droite).

Elle met des compétences tunisiennes à la disposition de pays étrangers, notamment arabes et africains, et participe à la réalisation de programmes et projets de développement dans le cadre d'une coopération bilatérale ou triangulaire, avec le partenariat de bailleurs de fonds tels que la Banque islamique de développement, la Banque africaine de développement, l'Agence japonaise de coopération internationale ou l’Organisation internationale de la francophonie.